# Tankostijene paprati
Tankostijene paprati (Polypodiidae), najveći dominantan podrazred pravih paprati kojemu pripada sedam živućih razreda koje čine 97% ukupne raznolikosti papratnjača. Tankostijene paprati nazivaju se i osladima, a najvažniji rod mu je Asplenium. Ime ovog roda dolazi po grčkoj riječi splen (=slezena), i to zbog upotrebe ovih biljaka u liječenju slezene, a po njemu i najvažnija porodica Aspleniaceae u redu Polypodiales dobiva ime.
Starost predaka ovih biljaka procjenjuje ser na 320 milijuna godina, a danas su zastupljene na svim kontinentima u vrlo raznolikim klimatskim podnebljima.

## Redovi
1. Cyatheales A.B. Frank
2. Gleicheniales W.P. Schimper
3. Hymenophyllales A. B. Frank
4. Osmundales Link
5. Polypodiales Link
6. Salviniales Bartling
7. Schizaeales W.P. Schimper

## Vanjske poveznice
|  | Zajednički poslužitelj ima još gradiva o temi Polypodiidae |
|  | Wikivrste imaju podatke o taksonu Polypodiidae             |